# Evena niji
Evena niji is een vlinder uit de familie van de Nymphalidae. De wetenschappelijke naam van de soort is voor het eerst gepubliceerd in 1965 door Richard M. Fox.